# TECHO
Un Techo Para Mi Pais, conhecida também como TECHO (Um Teto para Meu País e TETO no Brasil) é uma organização não-governamental latino-americana que atua em 19 países, na construção de casas emergenciais e programas de habilitação social. No Brasil, tem sede na cidade de São Paulo.

## História
Um Teto para meu País é uma organização latino-americana que nasce no Chile, em 1997. Depois de concluir uma atividade social construindo uma capela, um grupo de jovens universitários, apoiados pelo sacerdote jesuíta Felipe Berríos, decidiu denunciar a situação de pobreza extrema em que vivem milhares de pessoas a partir da construção de casas emergenciais e a realização de planos de habilitação social. Para a expansão do projeto iniciou-se a angariação de voluntários para tentar empoderar ou ao menos dar o primeiro impulso para a ajuda dos 200 milhões de latino-americanos que estão em situação de extrema pobreza.
Em 2001 começou a expansão da iniciativa pela América Latina. Hoje a organização já está presente em 19 países: Argentina, Bolívia, Brasil, Chile, Colômbia, Costa Rica, Equador, El Salvador, Honduras, Guatemala, Haiti,  México, Nicarágua, Panamá, Paraguai, Peru, República Dominicana, Uruguai e Venezuela se unem por meio do trabalho de milhares de jovens voluntários e comunidades que lutam por um continente mais justo.

### UTPMP Brasil
Em novembro de 2006, a TETO Brasil inicia suas atividades no maior país da América Latina. Em cinco anos de trabalho, a organização mobilizou voluntários e recursos para a construção de 679 moradias de emergência para famílias de baixa renda de favelas brasileiras.
Os voluntários mobilizados são de várias universidades de São Paulo e outros estados, como PUC, USP, Escola da Cidade, Mackenzie, ESPM, Cásper Líbero, Anhembi-Morumbi, Belas Artes, Unifesp,UnG, Uninove, FMU, Unifieo, Unicamp, Unesp, FAIT, UFPR e USCS.
Os recursos para a construção dessas moradias de emergência foram viabilizados mediante parcerias e apoios de diversas naturezas, estabelecidos com organizações não-governamentais, públicas e privadas.
As construções foram realizadas em nove municípios do Estado de São Paulo – Guarulhos, São Paulo, Suzano, Itapeva, Taboão da Serra, São Vicente, Osasco, Santo André, Carapicuíba. Ao todo, foram 20 comunidades beneficiadas com moradias de emergência, construídas por mais de 4000 voluntários recrutados nas maiores universidades de São Paulo e do país.

## Modelo de Intervenção
Etapa IConstrução de casas de emergência
Na primeira etapa, é construída uma casa de emergência e criada uma relação entre os voluntários e os moradores e líderes da comunidade, abrindo espaço para um trabalho permanente entre eles.
A casa de emergência é uma casa pré-fabricada de madeira, de 18 metros quadrados com durabilidade de cerca de cinco anos (prazo em que se espera incorporar toda a sociedade mobilizando os recursos necessários para uma solução definitiva), e pode ser armada em dois dias por um grupo de oito a dez voluntários em conjunto com a família beneficiada.
Etapa IIHabilitação Social
Por meio de diferentes planos de trabalho procura-se gerar estratégias orientadas a diminuir a situação de vulnerabilidade que impede que muitas famílias possam sair da condição de extrema pobreza. Dessa forma, são desenvolvidos diferentes planos com o objetivo de fortalecer a comunidade:
- Plano de educação: realização de programas de nivelamento escolar, para crianças e jovens, e planos de alfabetização para adultos.
- Capacitação em ofício: Capacita os moradores da comunidade em distintos ofícios e ferramentas que aumentam sua produtividade incrementando suas possibilidades de geração de renda.
- Plano de saúde: busca uma mudança nas famílias da comunidade atendida no sentido de que elas tenham um estilo de vida mais saudável. Além disso, pretende potencializar a prevenção e vinculá-los com redes de apoio.
- Plano de fomento produtivo (microcrédito): procura contribuir com o desenvolvimento de empreendimentos por meio de microcrédito e capacitações na formação de novos negócios.

Depois da construção das casas de emergência e do trabalho de habilitação social, passa a ser apoiado, quando as políticas habitacionais dos países permitem, o desenvolvimento de projetos de casa definitiva (até hoje essa etapa já foi alcançada pela organização no Chile). Essa terceira etapa busca gerar bairros sustentáveis de acordo com as necessidades da comunidade.

## Resultados
Até hoje, mais de 78 mil famílias foram beneficiadas e mais de 400 mil voluntários mobilizados em 19 países do continente: Chile, El Salvador, Uruguai, Colômbia, Peru, Argentina, Costa Rica, Bolívia, Brasil, México, Equador, Guatemala, Paraguai, República Dominicana, Nicarágua, Haiti, Panamá, Honduras e Venezuela.